# Campionato giapponese di hockey su pista
Il campionato giapponese di hockey su pista è l'insieme dei tornei di hockey su pista istituiti dalla Federazione di pattinaggio del Giappone, organismo che ha competenza gestionale della disciplina su tutto il Giappone.

Il campionato fu istituito nel 1960.

I vincitori di tale torneo si fregiano del titolo di campioni del Giappone.

## Albo d'oro
| Stagione | Vincitore        | Secondo Posto | Terzo posto | Note |
| 1960     | Ranger Club      |               |             |      |
| 1961     | Ranger Club      |               |             |      |
| 1962     | Tokyo Club       |               |             |      |
| 1963     | Seibu Club       |               |             |      |
| 1964     | Ranger Club      |               |             |      |
| 1965     | Seibu Club       |               |             |      |
| 1966     | Seibu Club       |               |             |      |
| 1967     | Seibu Club       |               |             |      |
| 1968     | Seibu Club       |               |             |      |
| 1969     | Hakusan Club     |               |             |      |
| 1970     | Korakuen Club    |               |             |      |
| 1971     | Dax Club         |               |             |      |
| 1972     | Dax Club         |               |             |      |
| 1973     | Korakuen Club    |               |             |      |
| 1974     | Hakusan Club     |               |             |      |
| 1975     | Yomiuri Land     |               |             |      |
| 1976     | Hakusan Club     |               |             |      |
| 1977     | Hakusan Club     |               |             |      |
| 1978     | Korakuen Club    |               |             |      |
| 1979     | Korakuen Club    |               |             |      |
| 1980     | Korakuen Club    |               |             |      |
| 1981     | Korakuen Club    |               |             |      |
| 1982     | Hakusan Club     |               |             |      |
| 1983     | Hakusan Club     |               |             |      |
| 1984     | Hakusan Club     |               |             |      |
| 1985     | Hakusan Club     |               |             |      |
| 1986     | Hakusan Club     |               |             |      |
| 1987     | Hakusan Club     |               |             |      |
| 1988     | Korakuen Club    |               |             |      |
| 1989     | GF Club          |               |             |      |
| 1990     | Hakusan Club     |               |             |      |
| 1991     | Tokyo Dome Club  |               |             |      |
| 1992     | Tokyo Dome Club  |               |             |      |
| 1993     | Tokyo Dome Club  |               |             |      |
| 1994     | GF Club          |               |             |      |
| 1995     | GF Club          |               |             |      |
| 1996     | MJ Club          |               |             |      |
| 1997     | GF Club          |               |             |      |
| 1998     | MJ Club          |               |             |      |
| 1999     | GF Club          |               |             |      |
| 2000     | MJ Club          |               |             |      |
| 2001     | Triple X         |               |             |      |
| 2002     | GF Club          |               |             |      |
| 2003     | MJ Club          |               |             |      |
| 2004     | MJ Club          |               |             |      |
| 2005     | MJ Club          |               |             |      |
| 2006     | Triple X         |               |             |      |
| 2007     | MJ Club          |               |             |      |
| 2008     | MJ Club          |               |             |      |
| 2009     | GF Club          |               |             |      |
| 2010     | MJ Club          |               |             |      |
| 2011     | DK Nerina        |               |             |      |
| 2012     | MJ Club          |               |             |      |
| 2013     | Oriental Classic |               |             |      |
| 2014     | DK Nerina        |               |             |      |
| 2015     | GF Club          |               |             |      |

### Riepilogo vittorie per squadra
| Numero | Club             | Anni                                                             |
| ------ | ---------------- | ---------------------------------------------------------------- |
| 11     | Hakusan Club     | 1969, 1974, 1976, 1977, 1982, 1983, 1984, 1985, 1986, 1987, 1990 |
| 10     | MJ Club          | 1996, 1998, 2000, 2003, 2004, 2005, 2007, 2008, 2010, 2012       |
| 8      | GF Club          | 1989, 1994, 1995, 1997, 1999, 2002, 2009, 2015                   |
| 7      | Korakuen Club    | 1970, 1973, 1978, 1979, 1980, 1981, 1988                         |
| 5      | Seibu Club       | 1963, 1965, 1966, 1967, 1968                                     |
| 3      | Ranger Club      | 1960, 1961, 1964                                                 |
| 3      | Tokyo Dome Club  | 1991, 1992, 1993                                                 |
| 2      | Dax Club         | 1971, 1972                                                       |
| 2      | Triple X         | 2001, 2006                                                       |
| 2      | DK Nerina        | 2011, 2014                                                       |
| 1      | Tokyo Club       | 1962                                                             |
| 1      | Yomiuri Land     | 1975                                                             |
| 1      | Oriental Classic | 2013                                                             |